# Вернон (Вермонт)
Вернон (англ. Vernon) — місто (англ. town) в США, в окрузі Віндем штату Вермонт. Населення — 2192 особи (2020).

## Демографія
Згідно з переписом 2010 року, у місті мешкало 2206 осіб у 865 домогосподарствах у складі 610 родин. Було 924 помешкання
Расовий склад населення:
| - 96,6 % — білих - 0,6 % — чорних або афроамериканців - 0,5 % — азіатів - 0,2 % — корінних американців |

До двох чи більше рас належало 1,3 %. Частка іспаномовних становила 2,2 % від усіх жителів.
За віковим діапазоном населення розподілялося таким чином: 22,7 % — особи молодші 18 років, 59,5 % — особи у віці 18—64 років, 17,8 % — особи у віці 65 років та старші. Медіана віку мешканця становила 45,3 року. На 100 осіб жіночої статі у місті припадало 98,4 чоловіків;  на 100 жінок у віці від 18 років та старших — 94,4 чоловіків також старших 18 років.
Середній дохід на одне домашнє господарство  становив 86 626 доларів США (медіана — 69 500), а середній дохід на одну сім'ю — 99 144 долари (медіана — 86 548). Медіана доходів становила 50 865 доларів для чоловіків та 40 179 доларів для жінок. За межею бідності перебувало 9,1 % осіб, у тому числі 11,8 % дітей у віці до 18 років та 3,7 % осіб у віці 65 років та старших.
Цивільне працевлаштоване населення становило 1113 осіб. Основні галузі зайнятості: освіта, охорона здоров'я та соціальна допомога — 26,1 %, науковці, спеціалісти, менеджери — 13,8 %, виробництво — 9,3 %, мистецтво, розваги та відпочинок — 8,6 %.